# ويكيبيديا الألمانية
ويكيبيديا الألمانية (Deutschsprachige Wikipedia) هي إصدارة اللغة الألمانية من ويكيبيديا. وهي من بين أول عشر ويكيبيديات من حيث عدد المقالات، وصل عدد مقالاتها يوم 19 مايو 2025 إلى 3٬016٬617 مقالة و8٬290٬189 صفحة و254٬388٬647 تعديل و130٬370 ملف و4٬579٬153 مستخدم مسجل و16٬925 مستخدم نشط و173 إداري.

## التاريخ

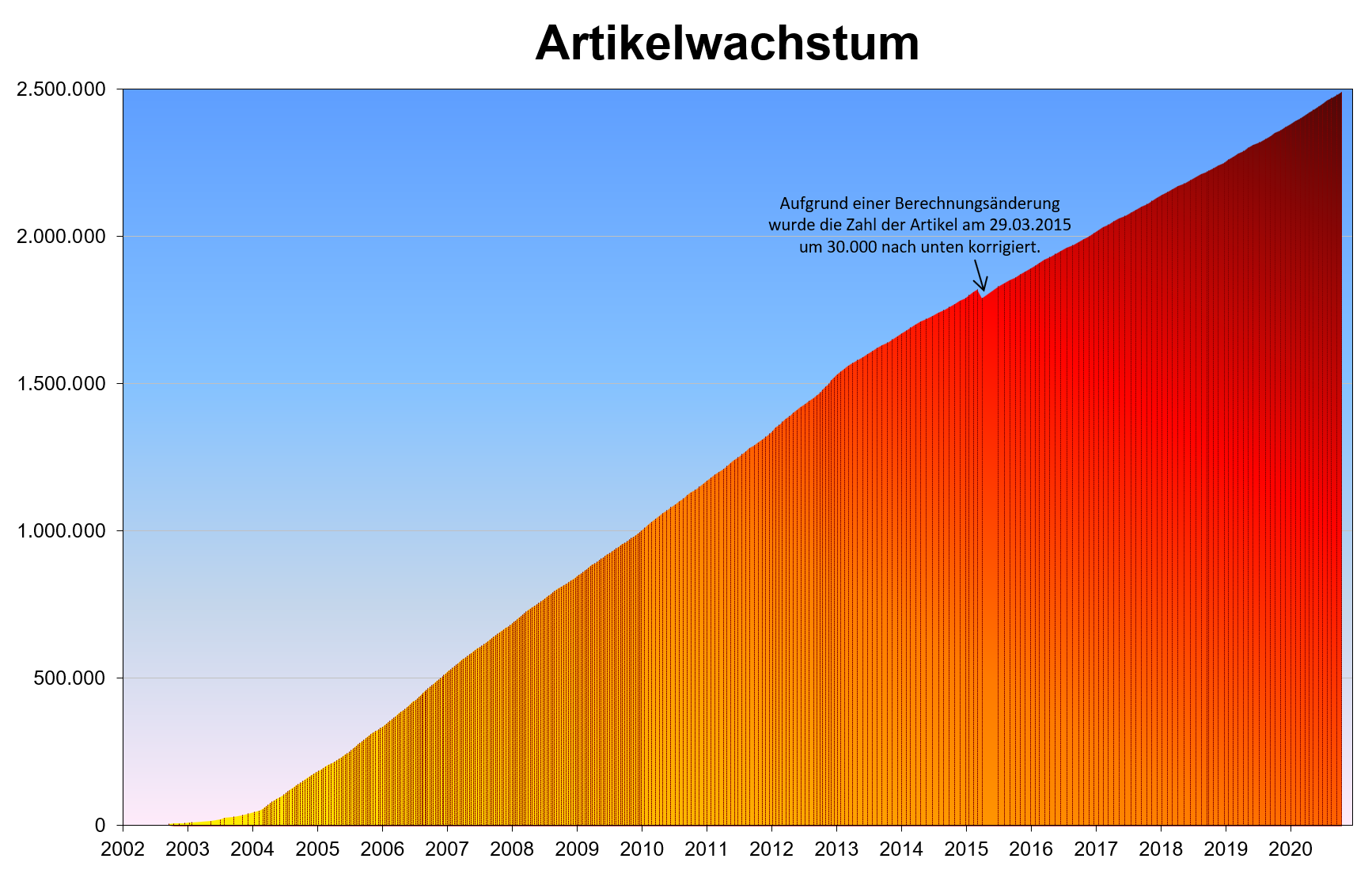
نمو عدد المقالات في ويكيبيديا الألمانية

ويكيبيديا الألمانية هي ثاني ويكيبيديا تقام (بعد الإنكليزية). أعلن عن إنشائها في 16 مارس 2001. أقدم مقالة لا تزال موجودة أنشئت في مايو 2001، وهي عن تفاعل البوليميراز المتسلسل. في 23 نوفمبر 2006 وصل عدد المقالات إلى نصف مليون. في نهاية ديسمبر 2009 تجاوز عدد مقالاتها المليون.

## الحجم والمواصفات الأخرى
في نوفمبر 2008 تجاوز عدد المقالات في ويكيبيديا الألمانية 825 ألف مقالة. وفق إحصاءات فبراير 2008 كانت نسبة المقالات التي يتجاوز حجمها 512 بايت 89%، والمقالات أكبر من 2 كيلوبايت 47% وبلغ متوسط حجم المقالة 3330 بايت. تحتل ويكيبيديا الألمانية المرتبة الأولى بين جميع الويكيبيديات الكبرى وفق أغلب هذه المعايير، وذلك بفضل سياسة الحذف الصارمة وسياسة رفض المقالات القصيرة جداً.

## اللغة
اللغة المستخدمة هي اللغة الألمانية بالكتابة التقليدية (وفق معجم دودن)، ولا يسمح استخدام الإملاء الخاص باللهجات المحلية، مثل السويسرية أو النمساوية، إلا في المقالات التي تتناول مواضيع محلية، وضمن هذه المواضيع عند الضرورة فقط. وبما أن لهجات الألمانية غير مسموح باستخدامها في ويكيبيديا الألمانية، فقد تم إنشاء ويكيبيديات منفصلة لبعضها (مثل اللهجة اللوكسمبورغية والريبوارية وغيرها).

## الخصائص

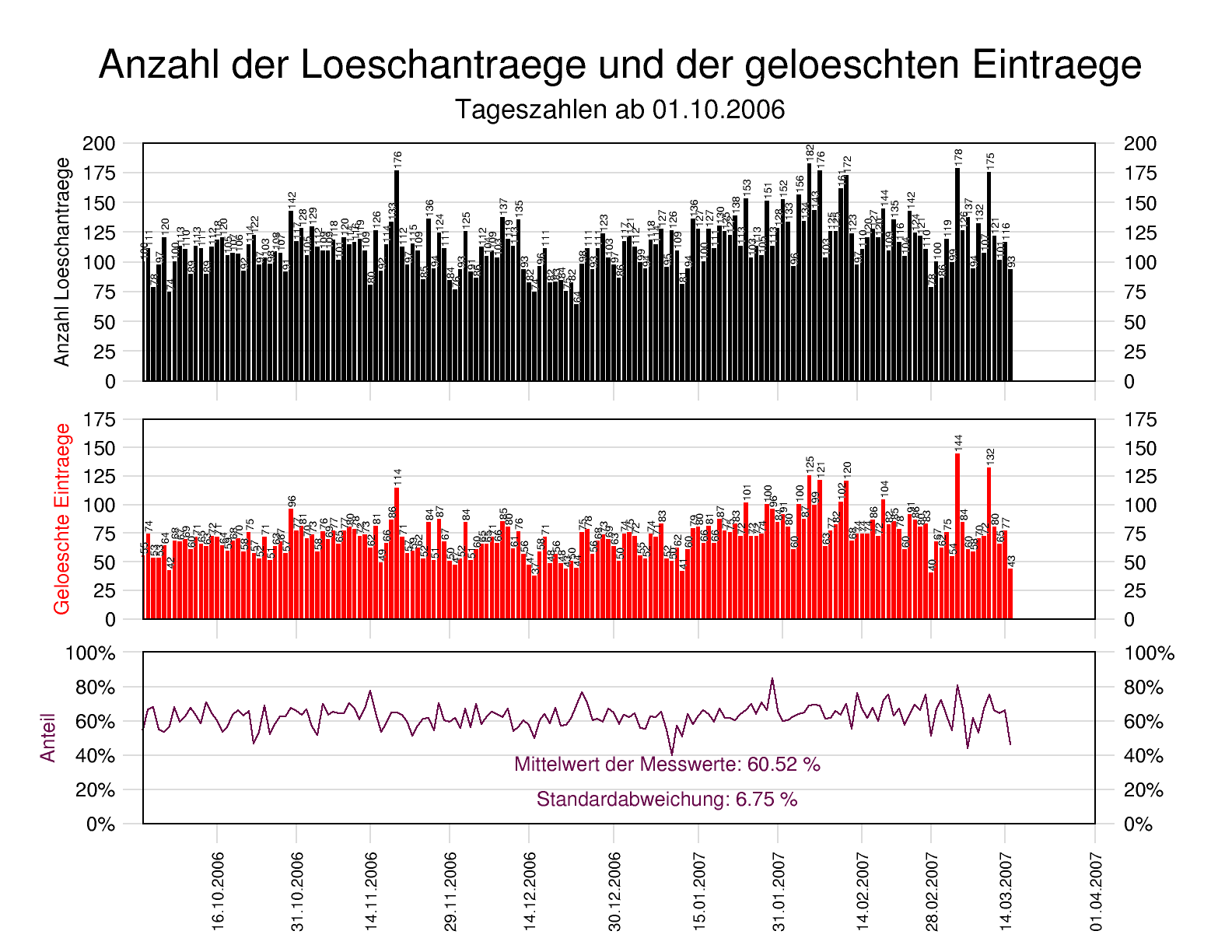
مخطط بياني يبين تطبيق سياسة الحذف: تمثل الأعمدة السوداء المقالات المرشحة للحذف، والأعمدة الحمراء المقالات المحذوفة، والمنحني النسبة المئوية للمقالات المحذوفة بين المرشحة للحذف (الرقمان هما المتوسط والانحراف المعياري).

تتميز ويكيبيديا الألمانية عن أغلب الويكيبيديات الأخرى بعدد من الخصائص:
- الاعتقاد السائد في ويكيبيديا الألمانية أن جودة المقالات أهم من كثرتها.
- توجد في الويكيبيديا الألمانية قواعد صارمة لحذف المقالات، فقد تُحذف المقالات القصيرة جداً حتى لو كان موضوعها هاماً بلا شك (انظر الشكل). ومع أن معايير بذرة المقالة في ويكيبيديا الألمانية لا تختلف كثيراً عن النسخ الأخرى، إلا أن تطبيقها أكثر صرامة.
- استخدام قوالب الصيانة في ويكيبيديا الألمانية محدود، والملاحظات حول المقالات توضع غالباً في صفحات نقاشها.
- في أحيان كثيرة يتم دمج المقالات ذات المواضيع المتقاربة، ولذلك في بعض الأحيان تشير وصلات الإنترويكي من مقالات متعددة في لغات أخرى إلى مقالة واحدة في ويكيبيديا الألمانية.
- تتميز ويكيبيديا الألمانية بتطور البوتات؛ فعلى سبيل المثال، توجد بوتات تمسح المقالات بحثاً عن خرق حقوق النشر باستعمال محركات البحث.
- سياسة الصور في ويكيبيديا الألمانية صارمة، فقد تم اتخاذ القرار بالانتقال إلى رفع الصور إلى كومونز حصراً، ورفض الاستعمال العادل للصور ذات الرخص غير الحرة؛ وخلال الفترة الانتقالية تم التشجيع على ذلك، ولكن بعد حذف أعداد كبيرة من الصور من كومونز تمت العودة إلى الرفع المحلي.
- بخلاف الكثير من النسخ الأخرى، ويكيبيديا الألمانية لا يوجد فيها عملياً مقالات تنشؤها البوتات.
- تستخدم ويكيبيديا الألمانية، بخلاف الأغلبية الساحقة للنسخ باللغات الأخرى، توقيت وسط أوروبا، وليس توقيت غرينتش.
- تطبق ويكيبيديا الألمانية نظام «المراجعات المـُعلـَمة» (بالألمانية: Gesichtete und geprüfte Versionen، وبالإنكليزية: Flagged revisions) وهو نظام يجعل التعديلات على المقالات لا تظهر إلا بعد أن تتم الموافقة عليها من قبل أحد المستخدمين الذين يملكون صلاحية المراجعة. الهدف من تطبيق هذا النظام هو مكافحة التخريب والمعلومات غير الصحيحة.

## حجب ويكيبيديا الألمانية
تم في 11 نوفمبر 2008 حجب موقع ويكيبيديا بمنع التوصيل من www.wikipedia.de إلى de.wikipedia.org بعد استصدار البرلماني لوتز هايلمان المنتمي إلى اليسار الألماني قرار قضائي استعجالي بذلك حيث أنه رأى أن ويكيبيديا تروج لمعلومات خاطئة عنه تمس شرفه وسمعته. قامت محكمة لوبيك بإصدار الحكم وهي نفس المحكمة التي شغل فيها لوتز وظيفة مؤطر قانوني. رفض نادي ويكيميديا الألماني المسؤولية عن ما يكتب في الموسوعة وأحالها إلى المؤسسة الأم في الولايات المتحدة المتمركزة في الولايات المتحدة الأمريكية مؤكدة فقط على أن وظيفتها ونشاطها يقتصر على الترويج والتعريف بمشاريع ويكيبيديا وفكرتها. أعلن نادي ويكيميديا الألماني أنه سيستأنف الحكم إلا أن البرلماني اليساري تنازل عن مواصلة تطبيق القرار العاجل بعد تم على ما يبدو حذف بعض الفقرات التي قال أنها تسيء إليه والتي ما زالت موجودة على صفحات النسخ الأخرى وخاصة منها الإنجليزية. وعلى ما يبدو فإن الإدعائات التي سببت هذه المشكلة هي اتهامه بالتورط في فضائح إباحية وتهديده لأحد الذين كان يتقاسم معهم السكنى. فما كان من البرلماني إلا طلب من ويكيميديا الألمانية حقا في الرد فلم يؤبه لمطلبه مما جعله يقدم دعوى قضائية لكنه سحبها وقرر إيجاد حل خارج المحكمة بعد تفطنه إلى الضرر السياسي الذي حصل له ولحزبه بعد المنع بالإضافة إلى عدم فاعلية هذا الإجراء لأن ويكيبيديا الألمانية ظلت تعمل تحت de.wikipedia.org

## اختراق ويكيبيديا الألمانية وحياديتها
لعل من أكثر الحوادث إثارة في مسألة اختراق ويكيبيديا الألمانية وحياديتها هي التوصل إلى أن أجهزة المخابرات الألمانية تحررها وتغير محتوياتها بانتظام.[بحاجة لدقة أكثر] فقد تم صدفة الكشف عن عدد من الآيبيات التابعة لأجهزة مخابرات ألمانية تحرر محتويات ويكيبيديا وذلك بعد أن تم تسريبها. وقد تم بعد الكشف عن الآيبيات إغلاقها وإعادة توزيعها على حقول عناوين أخرى.